# Ellak Daya
Ellak Daya is een bestuurslaag in het regentschap Sumenep van de provincie Oost-Java, Indonesië. Ellak Daya telt 3671 inwoners (volkstelling 2010).